# Ферри, Саймон
Са́ймон Уи́льям Фе́рри (англ. Simon William Ferry; 11 января 1988, Данди, Шотландия) — шотландский футболист, опорный полузащитник клуба «Питерхед». Ранее защищал цвета таких футбольных команд, как «Селтик», «Суиндон Таун», «Портсмут» и «Данди».

## Клубная карьера

### «Селтик»
Ферри является воспитанником шотландского клуба «Селтик». В январе 2006 года Саймон подписал с «кельтами» свой первый профессиональный контракт сроком на четыре с половиной года. В том же году Ферри с юношеской командой «Селтика» выиграл молодёжные первенство страны и Кубок Шотландии. Главный тренер молодых «кельтов», Вилли Макстей, заявил после этого успеха, что Саймон очень талантлив и достоин скорейшего предоставлению ему шанса в первом составе глазговцев.
Через несколько месяцев Ферри принял участие в нескольких играх первой команды «Селтика» во время предсезонного сбора команды в Польше. Особенно хорошо ему удались поединки с краковской «Вислой» и варшавской «Легией».
Однако на том же сборе Саймон получил тяжелейшую травму, которая вывела его из строя почти на год. Даже после того как Ферри полностью оправился от этого повреждения, он долго не мог выйти на прежний уровень и ещё три года провёл в дублирующей команде «Селтика».
К тренировках с первым составом глазговцев он был вновь привлечён в феврале 2009 года. 26 июля 2009 года Ферри отыграл за «кельтов» в матче Кубка Уэмбли, в котором «Селтик» со счётом 2:0 переиграл английский «Тоттенхэм Хотспур».

### «Суиндон Таун»
27 августа того же года руководство «бело-зелёных» отдало Саймона в полугодичную аренду в «Суиндон Таун». Также по ссудному соглашению вместе с Ферри в стан английской команды перебрался одноклубник шотландца Бен Хатчинсон.
Дебют Саймона в составе его новой команды состоялся уже 29 августа в поединке с «Саутенд Юнайтед». 31 октября шотландец открыл счёт своим голам за «Таун», поразив ворота «Транмир Роверс».
26 ноября «Суиндон» пролонгировал с «Селтиком» договор по аренде Ферри до конца сезона 2009/10.
По итогам сезона 2009/10 команда Саймона заняла пятое место в третьей по значимости лиге Англии и приняла участие в поединках плей-офф за право играть в Чемпионшипе в следующем футбольном году. В полуфинальных встречах с «Чарльтон Атлетик» «Суиндон» смог взять вверх в серии послематчевых пенальти, причём во второй игре Ферри забил гол в собственные ворота. В финальном поединке против клуба «Миллуолл» «Таун» уступили со счётом 0:1 и не смогли пробиться в Чемпионшип.
2 августа 2010 года Саймон вместе со своим одноклубником по «Селтику» Полом Кэддисом перебрался в английский коллектив на постоянной основе, подписав с уилтширской командой 3-летний контракт. 25 марта 2012 года Ферри поучаствовал в финальном поединке Трофея Футбольной лиги, в котором «Суиндон» уступил оппонентам из «Честерфилда» — 0:2.

### Клубная статистика
| Клуб                    | Сезон                   | Чемпионат | Чемпионат | Кубок | Кубок | Кубок Лиги | Кубок Лиги | Плей-офф Лиги | Плей-офф Лиги | Трофей Футбольной Лиги | Трофей Футбольной Лиги | Еврокубки | Еврокубки | Итого | Итого |
| Клуб                    | Сезон                   | Игры      | Голы      | Игры  | Голы  | Игры       | Голы       | Игры          | Голы          | Игры                   | Голы                   | Игры      | Голы      | Игры  | Голы  |
| ----------------------- | ----------------------- | --------- | --------- | ----- | ----- | ---------- | ---------- | ------------- | ------------- | ---------------------- | ---------------------- | --------- | --------- | ----- | ----- |
| Суиндон Таун            | 2009/10                 | 40        | 2         | 3     | 0     | —          | —          | 3             | 0             | —                      | —                      | —         | —         | 46    | 2     |
| Суиндон Таун            | 2010/11                 | 21        | 0         | 1     | 0     | 1          | 0          | —             | —             | 2                      | 0                      | —         | —         | 25    | 0     |
| Суиндон Таун            | 2011/12                 | 44        | 1         | 3     | 1     | 2          | 0          | —             | —             | 5                      | 0                      | —         | —         | 54    | 2     |
| Суиндон Таун            | 2012/13                 | 39        | 5         | 1     | 0     | 4          | 0          | —             | —             | 1                      | 0                      | —         | —         | 45    | 5     |
| Всего за «Суиндон Таун» | Всего за «Суиндон Таун» | 144       | 8         | 8     | 1     | 7          | 0          | 3             | 0             | 8                      | 0                      | 0         | 0         | 170   | 9     |
| Всего за карьеру        | Всего за карьеру        | 144       | 8         | 8     | 1     | 7          | 0          | 3             | 0             | 8                      | 0                      | 0         | 0         | 170   | 9     |

(откорректировано по состоянию на 1 апреля 2013)

## Сборная Шотландии
В июле 2006 года Ферри в составе сборной Шотландии (до 19 лет) играл на чемпионате Европы для юношей этого возраста, проходившем в Польше. На этом турнире молодые «горцы» дошли до финала, где уступили сверстникам из Испании.
Саймон был включён в предварительный состав сборной Шотландии для юношей до 20 лет, которая приняла участие в мировом первенстве среди молодёжных команд, но из-за травмы не смог поехать на это соревнование.

## Достижения
«Суиндон Таун»
- Победитель Второй Футбольной лиги Англии: 2011/12
- Финалист Трофея Футбольной лиги: 2011/12